# Thé glacé
Pour les articles homonymes, voir Thé (homonymie) et Glace (homonymie).
Le thé glacé ou thé froid (en Suisse) ou iced tea ou ice tea (anglicismes) est une recette cosmopolite de boisson rafraîchissante à base de thé froid ou glacé, variante du café glacé.

## Description
Le thé glacé est traditionnellement servi dans un verre avec des glaçons ou de la glace pilée, et éventuellement en ajoutant du sucre (principalement dans le Sud des États-Unis) ou du lait (en Thaïlande) ; le goût peut aussi être rehaussé en le mélangeant à des sirops parfumés, par exemple à la menthe ou aux fruits (citron, citron vert, framboise, cerise, pêche, litchi, mangue, noisette...).

## Histoire

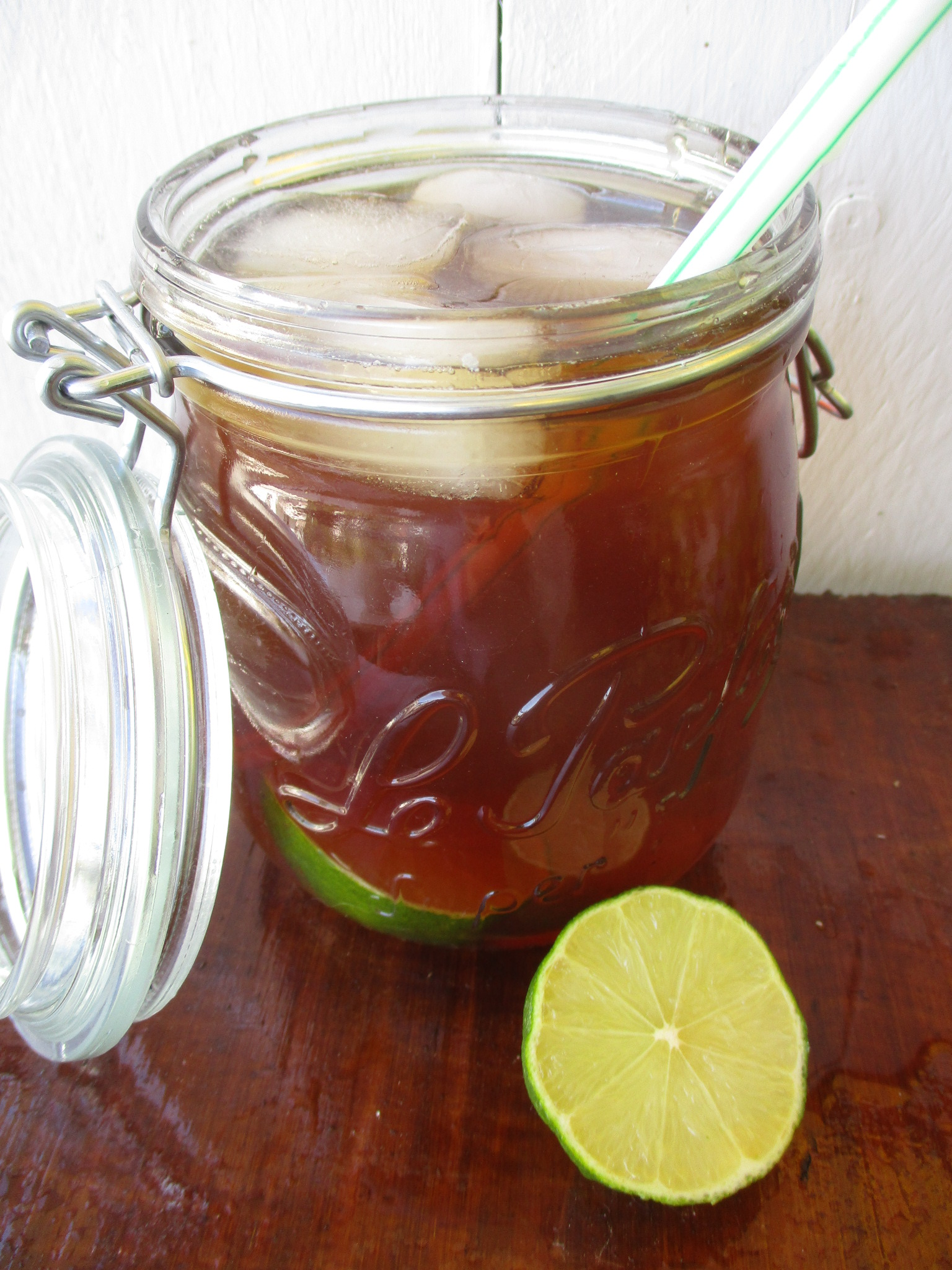

Les Britanniques sont les premiers à ajouter de la glace à leur thé pendant les journées chaudes. Le thé arrive aux États-Unis vers 1795 grâce à l'explorateur botaniste français André Michaux[Information douteuse]. Les livres de recettes britanniques et américains commencent alors presque immédiatement  à évoquer l'utilisation de thé vert froid dans des punches très alcoolisés. Le thé glacé se démocratise dans la deuxième moitié du XIXe siècle.
On en trouve des recettes dans des livres de recettes comme Buckeye Cookbook d'Estelle Woods Wilcox, publié en 1876, et Housekeeping in Old Virginia, publié en 1877 par Marion Cabell Tyree (en),. Tyree conseille de faire bouillir du thé vert puis de le laisser infuser toute la journée. Elle recommande ensuite de remplir des gobelets de glace, d'y ajouter deux cuillères de sucre en granules, et de verser le thé sur la glace et le sucre. Elle y ajoute également du citron. En 1884, Mary Lincoln, la directrice de la Boston Cooking School (en), présente une recette similaire à base de thé noir. À la même époque, le thé glacé commence à être proposé dans les hôtels et restaurants et à être vendu dans des gares.

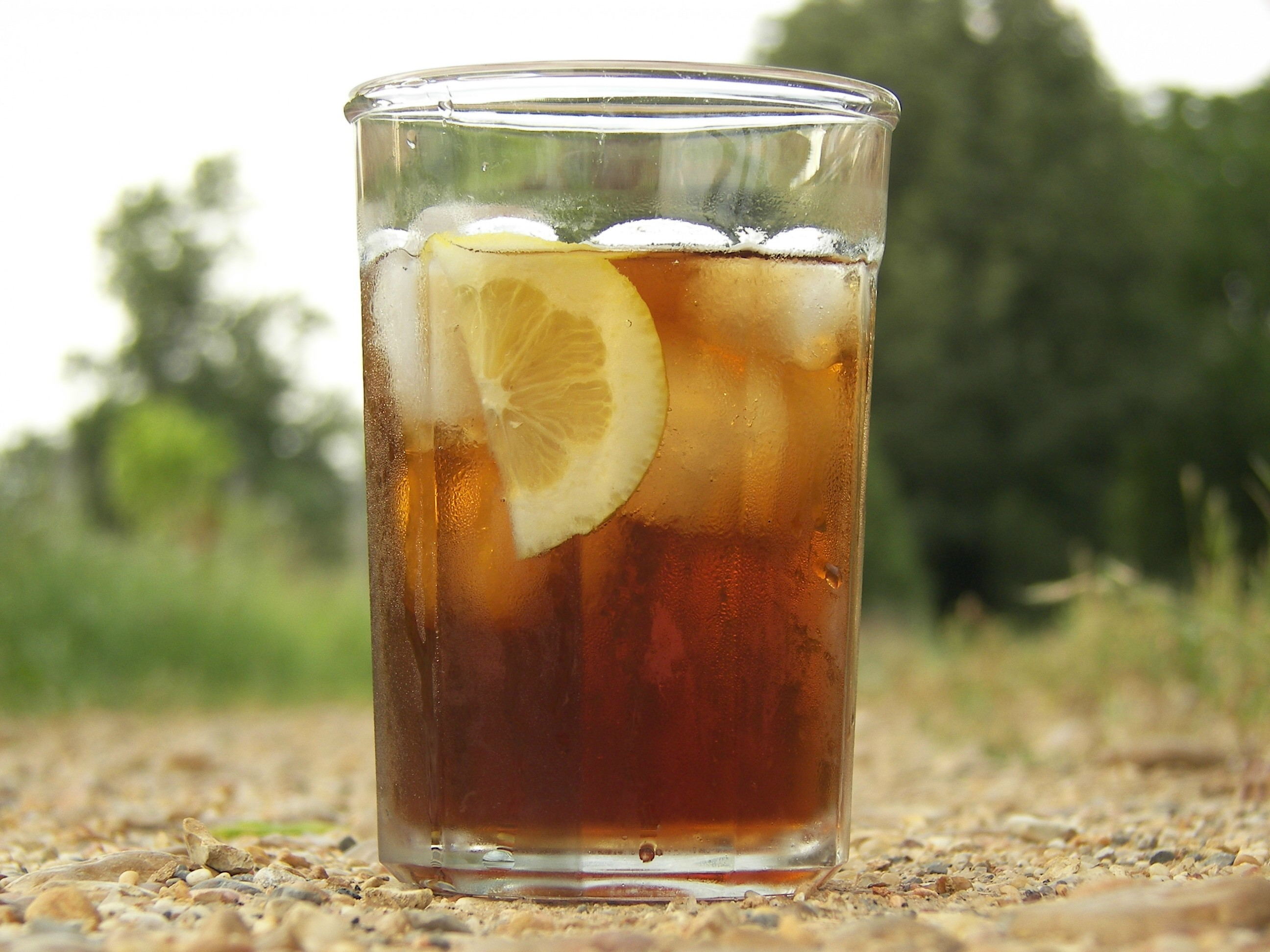
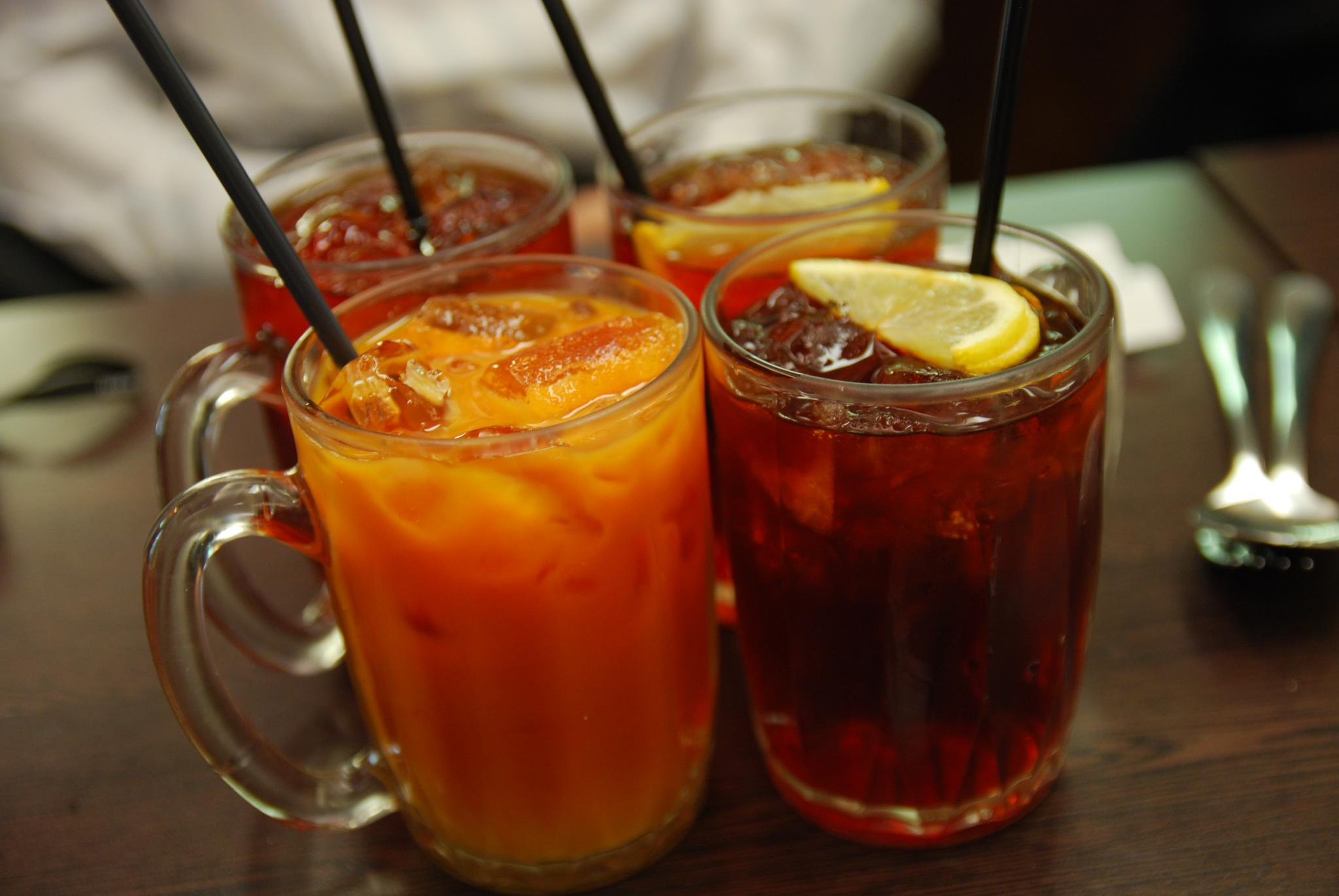
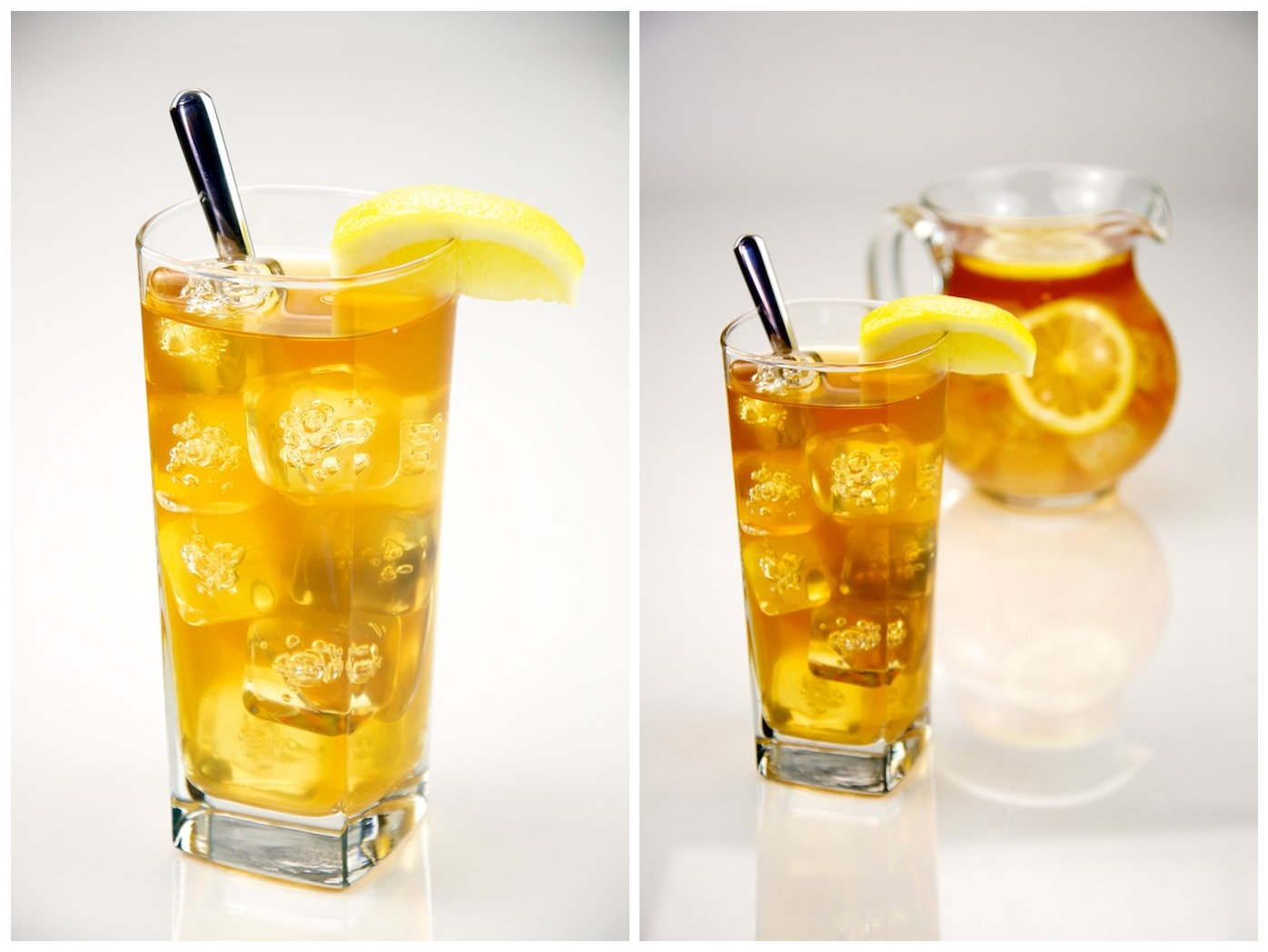
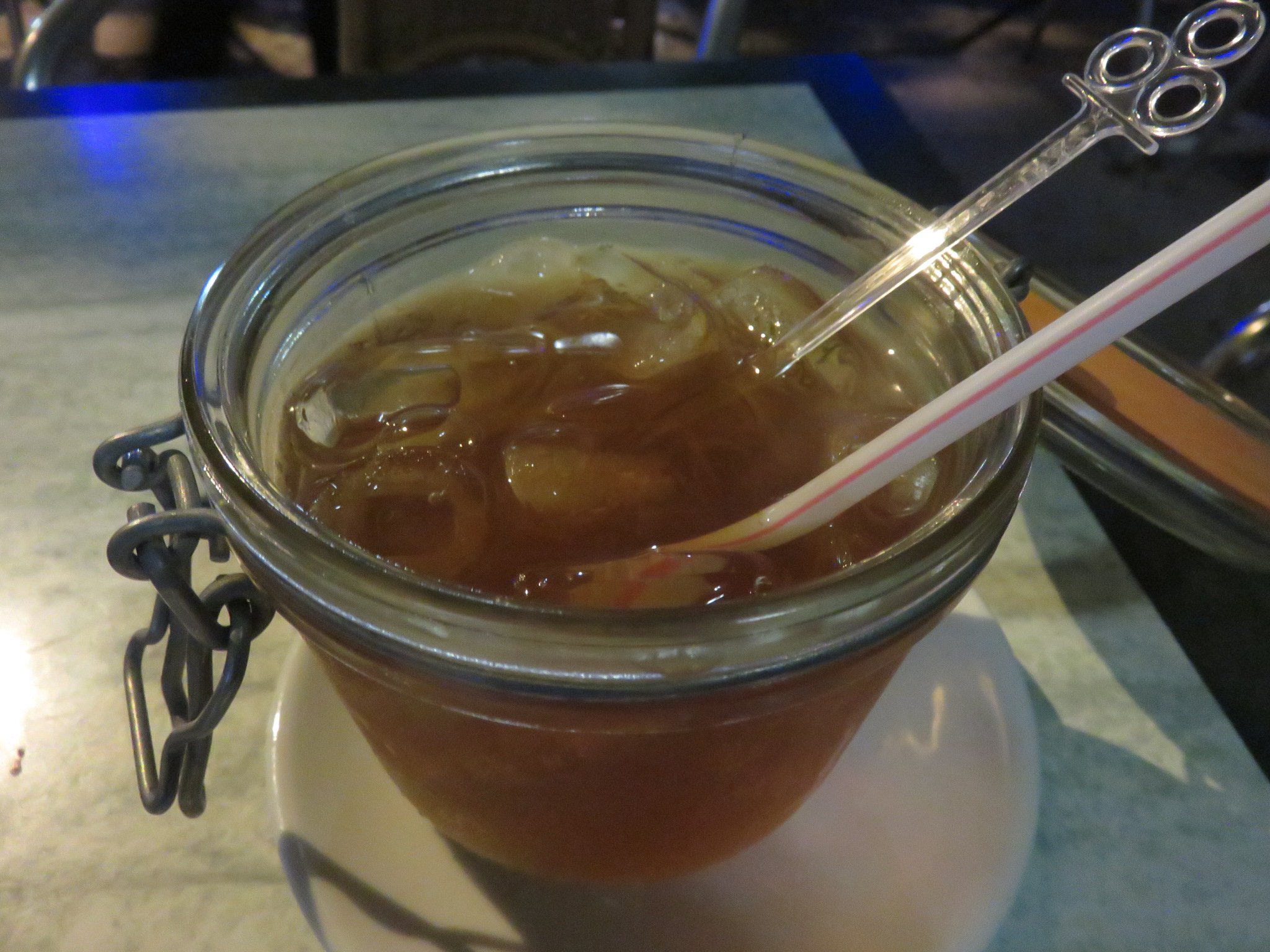

La popularité du thé glacé augmente en Amérique du Nord quand Richard Blechynden (en) le met en avant à l'exposition universelle de 1904 de Saint-Louis,.

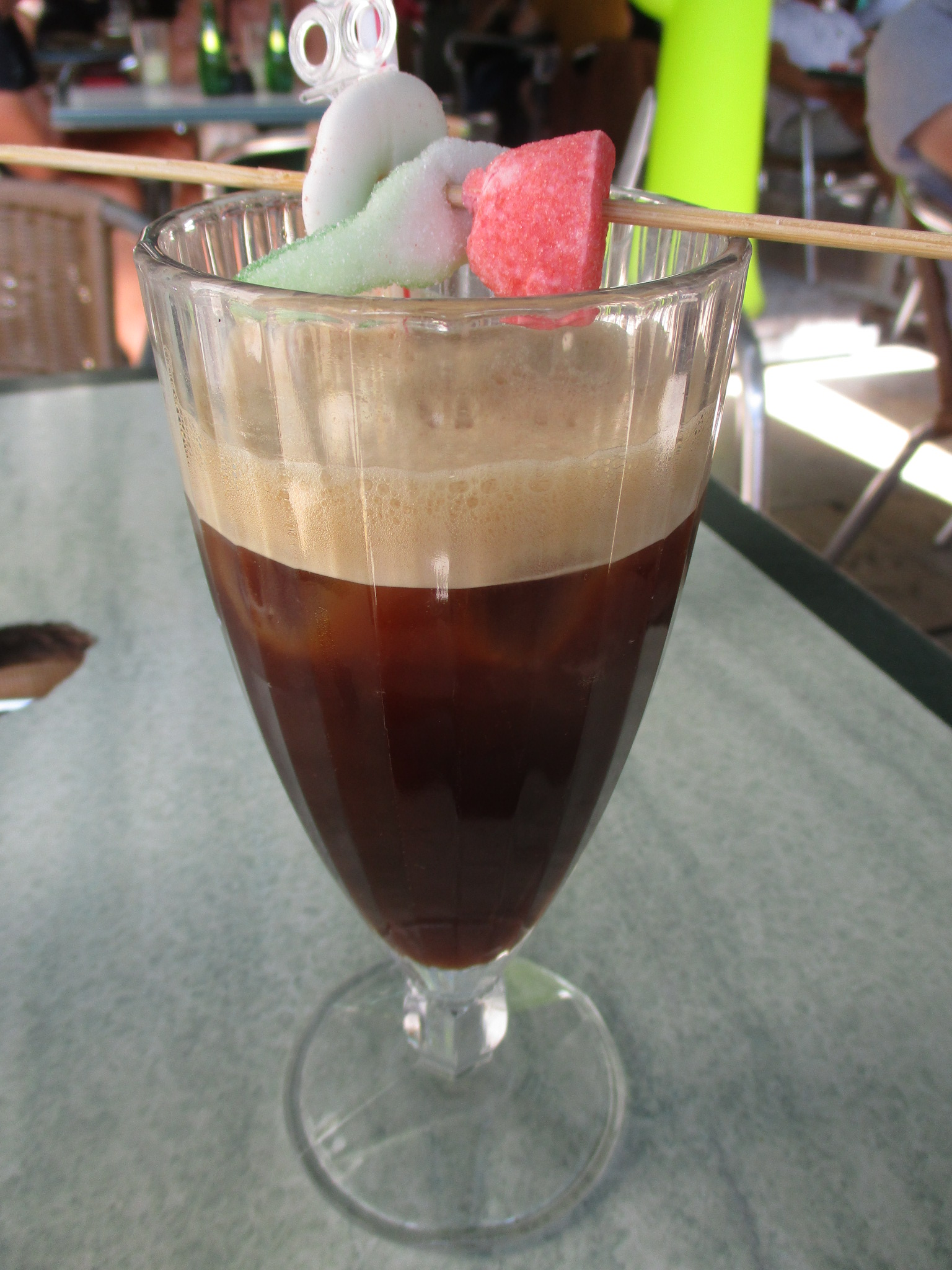
Café glacé frappé (variante)

## Fabrication et préparation
Le thé glacé est aujourd'hui généralement préparé avec du thé noir. Celui-ci est généralement spécialement sélectionné et préparé dans les manufactures de thé, de manière à obtenir une liqueur transparente à froid, alors qu'un thé est normalement trouble lorsqu'il se refroidit. L'Argentine est notamment spécialiste de la production de ce genre de thé (thé en Argentine).

## Variétés

### Thés en bouteille
Le thé glacé est commercialisé en bouteilles ou canettes, par des marques comme Arizona, Lipton Ice Tea, Nestea, Virgin Ice Tea ou encore May Tea. Ces thés glacés sont généralement aromatisés au citron ou à la pêche ; il existe néanmoins une grande variété de goûts : fruit de la passion, fruits rouges, etc, voire au cannabis.

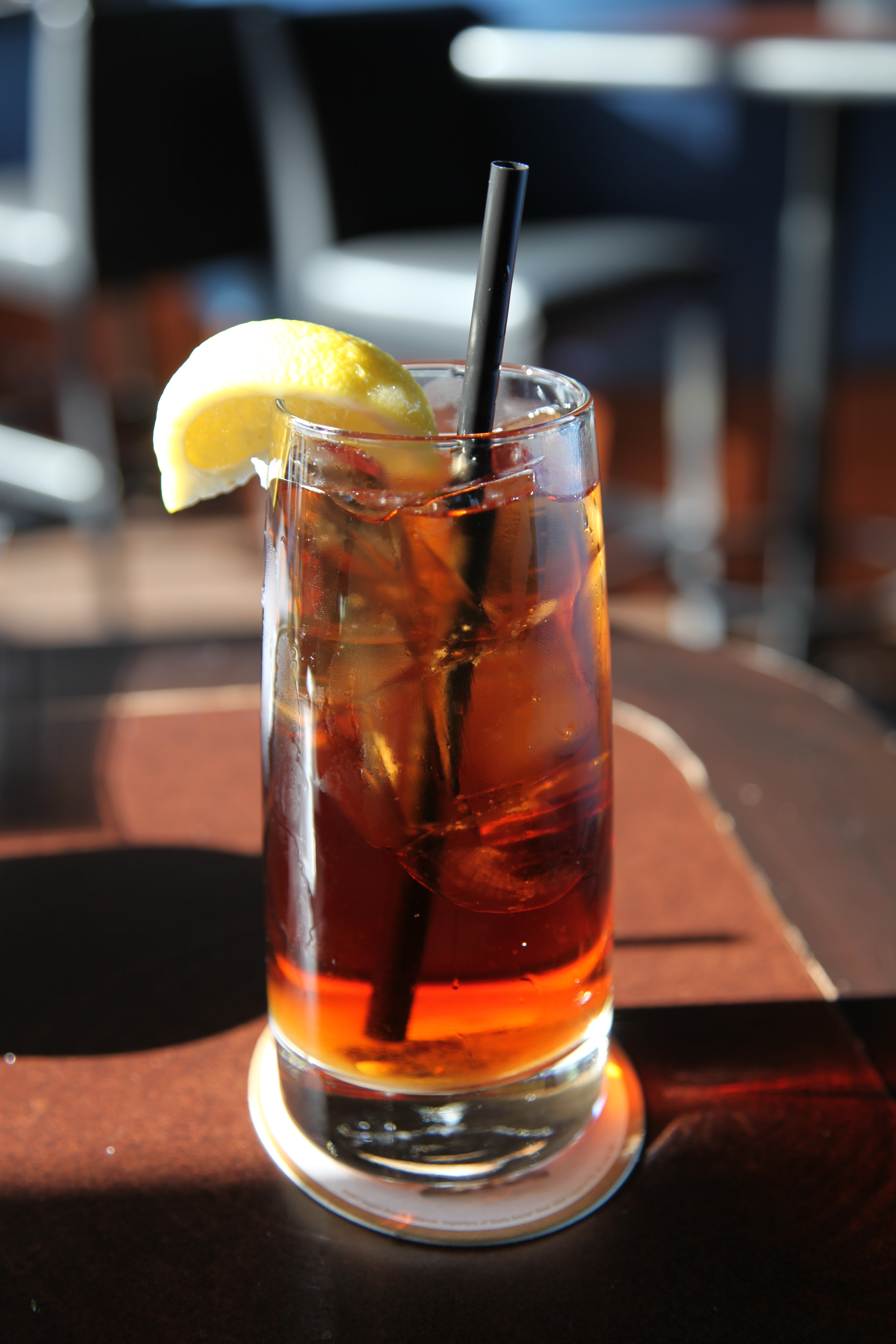

### Thé sucré
Le thé sucré (en) est une variété de thé.

### Thé au soleil
Le thé au soleil est une variété de thé. Pour le préparer, on place du thé dans un grand récipient en verre et on le laisse au soleil pendant plusieurs heures. On le sert avec du sirop ou du citron et de la glace pilée.
Le thé préparé de cette façon ne monte jamais suffisamment haut en température pour pouvoir éliminer les bactéries qui pourraient s'y être développées, ce qui le rend potentiellement dangereux à la consommation. Le thé peut être épais, sirupeux, ou présenter des parties solides : dans ce cas, il doit être jeté. Il est possible qu'il soit dangereux pour la santé même en l'absence de ces indicateurs. En raison de ces dangers, une alternative propose de laisser le thé dans un réfrigérateur pour une nuit : les bactéries ne se développent pas et le thé est froid sans adjonction de glace pilée.

### Half and half

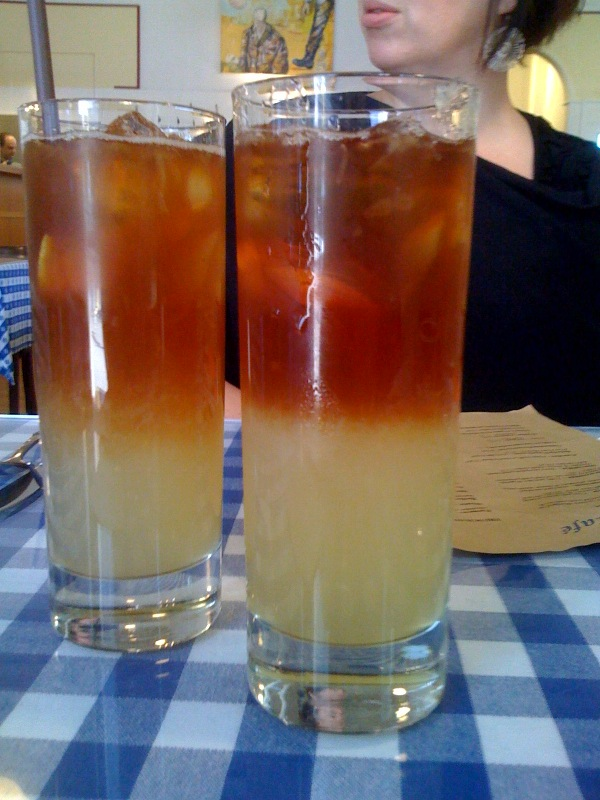
Deux verres de half and half.

Le half and half (« moitié-moitié ») est un mélange à parts égales de thé glacé et de limonade, qui rend le thé beaucoup plus sucré. On le surnomme parfois Arnold Palmer, car le golfeur aime boire un mélange de deux parts de thé et une part de limonade. Le thé est en particulier vendu par Snapple, Nantucket Nectars (en) et AriZona Iced Tea. En 2012, ESPN produit un documentaire sur cette boisson.
Il existe une variante alcoolisée de cette boisson, le John Daly (en), composée de thé sucré, de vodka, et de limonade[réf. nécessaire].

### Cocktails

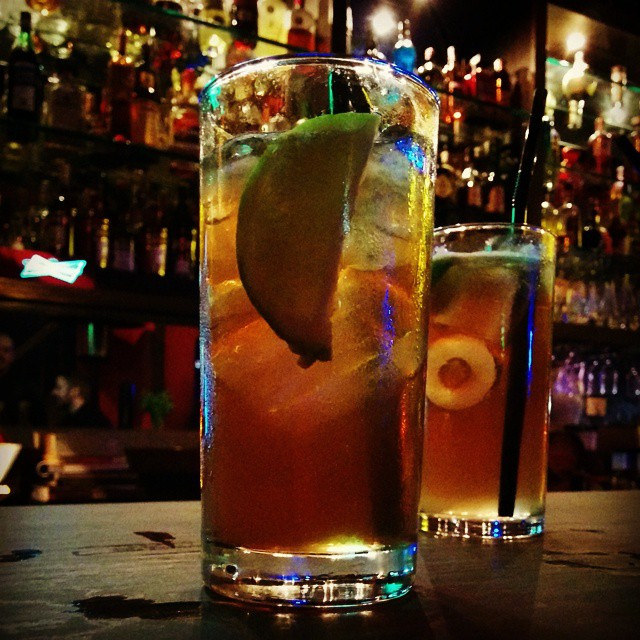
Long Island iced tea

Il existe de nombreuses recettes de cocktails non officiels à base de thé glacé :
- Long Island iced tea, et variantes suivantes (tient son nom de sa ressemblance à du thé glacé, bien qu'il n'en contienne pas)
- Tokyo Iced Tea : le cola est remplacé par du champagne
- Alaskan Iced Tea : la tequila est remplacée par du curaçao, aucun cola
- Tennessee Iced Tea : la tequila est remplacée par du Jack Daniel's
- California Iced Tea : le cola est remplacé par du jus d'orange
- Long Beach Iced Tea : le cola est remplacé par du jus de canneberge

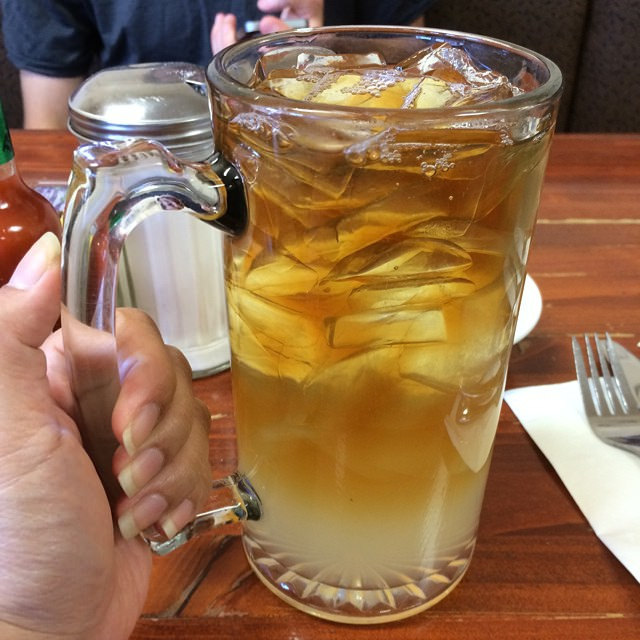

## Consommation
Plus de 35 milliards de litres de thé glacé sont consommés dans le monde en 2015 (44 % d'augmentation depuis 2010). L'Amérique du Nord est la région où la consommation par habitant est la plus élevée. En Europe, le thé glacé est surtout consommé en Suisse, où les ventes atteignent environ 30 litres par année par habitant, tandis qu'en Belgique elles s'élèvent à dix litres. Les principales marques vendues en Suisse sont les thés froids Migros (un tiers de la consommation), suivis par les marques Coop, Lipton et Nestea,.

## Spécificités par pays

### Afrique du Sud

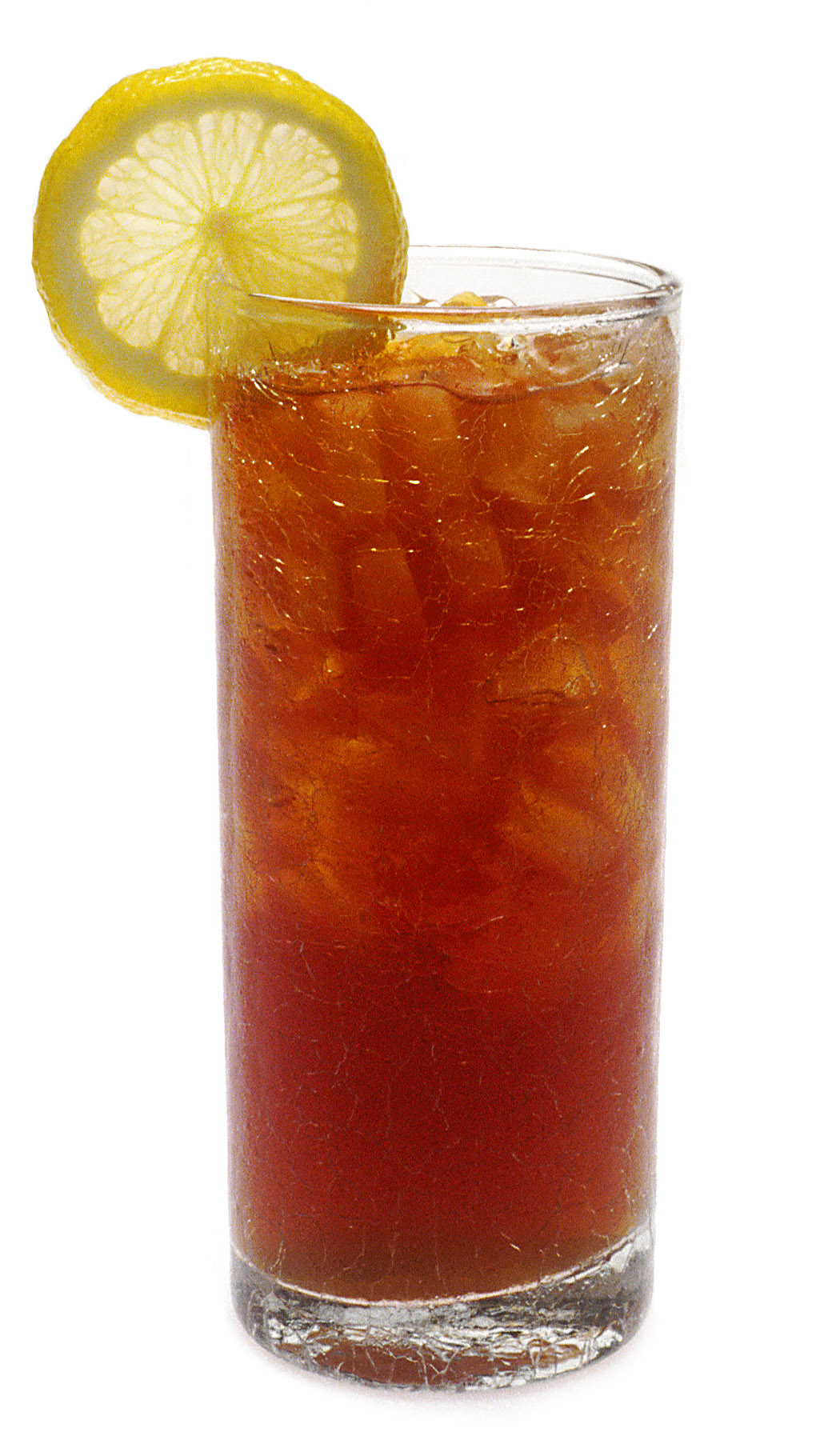
Avec une rondelle de citron.

En Afrique du Sud, il existe une marque de thé glacé appelée BOS Ice Tea (en), qui commercialise du rooibos cultivé au Cap-Occidental.

### États-Unis
Dans beaucoup d'États américains, en particulier dans la moitié sud, le thé est servi très sucré. Dans de nombreux États, le mot « thé » fait en réalité référence au thé glacé, quelle que soit la période de l'année.

### Suisse
La Suisse est considérée comme le premier pays de la mise en bouteille de thés glacés. Deux employés de Bischofszell décident au début des années 1980 de mettre du thé glacé, aromatisé au sucre et au citron, dans des bouteilles. La boisson est commercialisée par Migros en 1984.
Le thé glacé en bouteille est parfois qualifié de boisson nationale officieuse du pays.